# Ильин, Виктор Макарович
Виктор Макарович Ильин (бел. Віктар Макаравіч Ільін, 31 марта 1930, д. Селец, Мстиславский район, Могилёвская область — 22 сентября 2023) — белорусский учёный в области теоретической и прикладной электротехники. Почётный ректор Белорусского государственного университета информатики и радиоэлектроники, кандидат технических наук, профессор кафедры теоретических основ электротехники БГУИР, академик Международной академии наук высшей школы, Заслуженный работник высшей школы БССР.

## Биография
В 1953 году окончил Белорусский политехнический институт (ныне Белорусский национальный технический университет). В 1963 году защитил кандидатскую диссертацию.
В 1963—1966 годах работал заместителем декана, с марта 1971 года — декан энергетического факультета Белорусского политехнического института. С ноября 1971 года переведен на должность проректора по учебной работе Минского радиотехнического института (ныне — Белорусский государственный университет информатики и радиоэлектроники). С февраля 1973 года по июнь 2000 года — ректор Белорусского государственного университета информатики и радиоэлектроники.
Являлся депутатом районного и городского Советов народных депутатов. Автор 40 научных работ и трёх изобретений. Скончался 22 сентября 2023 года.

## Научная деятельность
Автор научных работ по теории нелинейных электрических цепей и систем. Разработал метод безгистерезисного намагничивания ферромагнитных материалов. Автор учебных пособий по электротехнике для вузов.

## Награды и премии
- Орден Отечества III степени (1999)
- Орден Трудового Красного Знамени
- Медаль «За доблестный труд. В ознаменование 100-летия со дня рождения Владимира Ильича Ленина»
- Медаль «Ветеран труда»
- Медаль «90 лет Вооруженных Сил Республики Беларусь»
- Большая серебряная медаль ВДНХ СССР
- Две Почётные грамоты Верховного Совета БССР
- Почётная грамота Совета Министров Республики Беларусь
- Почётная грамота Национального собрания Республики Беларусь